# Blutch
Cet article concerne l'auteur de bandes dessinées français. Pour le personnage de la série de bandes dessinées Les Tuniques bleues, voir Caporal Blutch.
Pour les articles homonymes, voir Hincker.
Blutch, de son vrai nom Christian Hincker (né à Strasbourg le 27 décembre 1967) est un auteur français de bandes dessinées. Il est considéré comme l'un des principaux auteurs de la bande dessinée française depuis le début des années 1990.

## Biographie

### Jeunesse et formation
Après des études aux Arts décoratifs de Strasbourg, Blutch est découvert par le biais d'un concours organisé par le mensuel Fluide glacial. Il a hérité son surnom d'un camarade de classe pour sa ressemblance physique avec l'un des deux héros des Tuniques bleues.

### Années 1990
Tout en continuant à enrichir régulièrement les sommaires de ce prestigieux magazine d'« Umour et bandessinées », il s'infiltre chez les nombreux petits éditeurs indépendants qui commencent à avoir pignon sur rue. La revue Lapin accueille les récits qui deviendront Sunnymoon, tu es malade (L'Association, 1994). Cornélius publie La Lettre américaine (1995), puis Mitchum (1996-1999), une série de cinq fascicules. L'entrée de Blutch dans le mensuel (À suivre) en 1996 marque la reconnaissance de son style très particulier, traité dans un noir et blanc vigoureux. Il y propose une large partie de Péplum, une tragédie inspirée par le Satyricon de Pétrone, et dont la version intégrale sera proposée en 1997 par Cornélius.
En 1998, il réalise Rancho Bravo, en collaboration avec Capron, pour les éditions Audie.
La même année, Blutch publie Le Petit Christian, qui rassemble les pages parues dans Fluide glacial entre 1994 et 1996 ainsi que dans la revue Lapin en 1997 et 1998. Le second tome, qui paraît 10 ans plus tard, reprend les planches parues dans Ferraille Illustré entre 2005 et 2006 et les épisodes pré-publiés dans Charlie Hebdo à l’été 2008.
Toujours à la fin des années 90, Blutch invente le personnage de Blotch, un pédant dessinateur de l'entre-deux-guerres à l'humour ringard et misogyne, qui narre ses propres aventures comme dessinateur comique au sein de l'hebdomadaire Fluide glacial. En 2000, Blotch le roi de Paris remporte l'Alph-Art humour au festival d'Angoulême.

### Années 2000
Parallèlement à ses travaux d'auteur, Blutch illustre plusieurs ouvrages pour enfants au début des années 2000, explorant différentes techniques pour offrir des univers graphiques très différents, comme avec les illustrations des Contes d'Amérique d'Henri Gougaud (Seuil 2004) réalisées au pastel gras.
Après avoir beaucoup travaillé en noir et blanc, Blutch bénéficie du travail de la coloriste Ruby dans Vitesse moderne (Dupuis, 2002). En 2002, il remporte le Prix Töpffer international pour cet album.
En 2005, il sort un recueil de dessins sur la famille et le couple, C'était le bonheur aux éditions Futuropolis, avec un trait fin et griffonné. Suivront, toujours chez Futuropolis, La Volupté, puis La Beauté, un recueil de dessins, tous deux réalisés aux crayons de couleurs.
En janvier 2007, à l'occasion du Festival international de la bande dessinée d'Angoulême, il se produit sur scène aux côtés de Brigitte Fontaine, illustrant ses chansons en direct et sur grand écran. Cette même année il se consacre à la réalisation d'un court-métrage d'animation figurant dans le film à sketches Peur(s) du noir sorti en salles le 13 février 2008, où il réalise un film sans paroles dans lequel un marquis en dentelles hideux y promène une meute de chiens enragés et affamés.

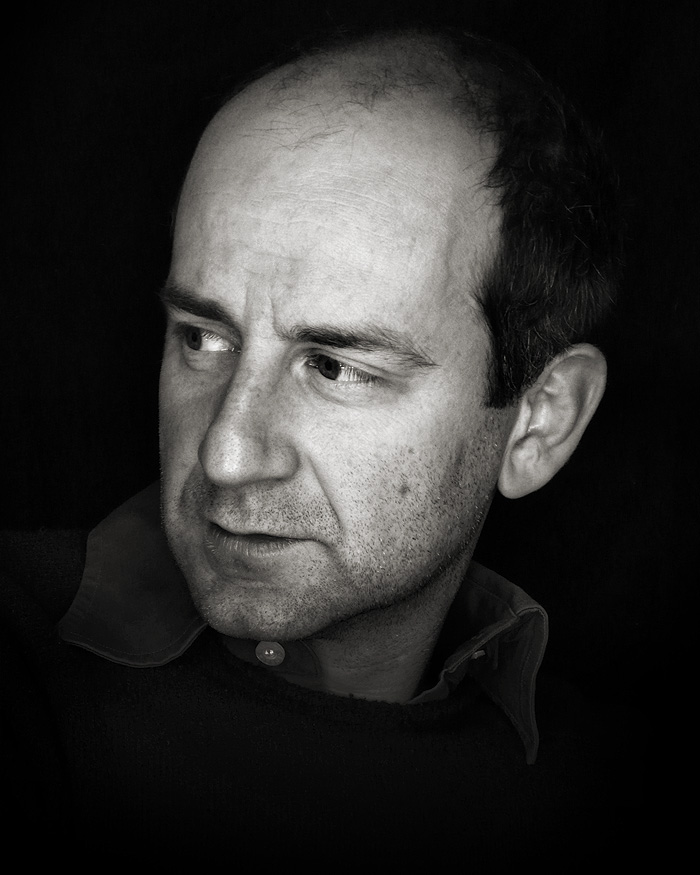
Blutch en 2008 par David Rault.

En 2008, il rencontre Alain Resnais qui lui propose de réaliser l'affiche de son film Les Herbes folles. Cette rencontre est le début d'une collaboration durable avec le réalisateur : il réalise l'affiche de Vous n'avez encore rien vu (2012), puis les décors, la bande-annonce et l'affiche de Aimer, boire et chanter (2014), son dernier film.
En 2009, il reçoit le Grand prix de la ville d'Angoulême, décerné lors du Festival International de Bande Dessinée pour l'ensemble de son œuvre. Il est donc le président de l'édition 2010 du Festival d'Angoulême. Une grande exposition rétrospective lui est consacré à cette occasion.

### Années 2010
En 2011, Blutch publie Pour en finir avec le cinéma (Dargaud), un essai en bande dessinée revisitant ses passions de cinéphile.
En 2014, Blutch retourne à la fiction avec Lune l'envers, à la fois récit de science-fiction et comédie dramatique, qui évoque la question du processus de création artistique, et sur le rapport au temps de l'artiste. Pour Laurence Le Saux (Télérama), « l’auteur interroge ainsi le rapport à l’art, à l’époque, à la technologie, à l’autre... Il signe une aventure trépidante, mouvante, troublante, et amusante. » Lune l'envers fait partie des « 10 meilleures BD de l’année 2014 » pour Télérama.
En 2017, l'album Variations, entre bande dessinée, livre d’art et catalogue d’expo, rassemble une trentaine de planches en noir et blanc qui réinterprètent des extraits d'albums classiques de la bande dessinée franco-belge et italienne qui ont marqué Blutch. Pour Christian Rosset, « Ce faisant, il les trahit au moins autant qu’il leur témoigne, avec humilité, le plus grand respect. Le mot clé si l’on désire mettre à nu ce qui donne chair à ces variations pourrait être "reconnaissance(s)" – à prendre aussi bien dans de sens de “gratitude” que d'“exploration”. »
En mai 2018 paraît le premier chapitre de l'aventure de Tif et Tondu, Mais où est Kiki ?, qu'il dessine sur un scénario de son frère Robber. Publié en noir et blanc par Dupuis, ce cahier est limité à 2600 exemplaires.
En 2019, il est l'invité d'honneur des 4e Rencontres de l’illustration et du festival Central Vapeur à Strasbourg. À l'occasion, cinq expositions lui sont consacrées, dont Reprise. Dialogue de dessins, avec Anne-Margot Ramstein au Shadok ; les planches originales de Pour en finir avec le cinéma à Aubette 128 ; Hors-la-loi, présentant des pages du Petit Christian, de Tif et Tondu et des dessins de jeunesse à la médiathèque André-Malraux ; Art mineur de fonds au Musée d'Art moderne et contemporain de Strasbourg où ses planches originales dialoguent avec des gravures d'Antonio Pollaiuolo, d'Albrecht Dürer, de Gustave Doré, de Max Ernst ou de Pierre Alechinsky ; et enfin Blutch. Un autre paysage. Dessins 1994-2018 au Musée Tomi-Ungerer – Centre international de l'illustration qui montre la première rétrospective de ses dessins d’illustration . À cette occasion la ville de Strasbourg offre les clés de la ville à l'auteur. Des œuvres originales de Blutch sont conservées dans la collection du Musée Tomi Ungerer - Centre international de l’Illustration.

## Style
Pour Thierry Groensteen, « Il ne fait aucun doute que Blutch est l'un des auteurs les plus doués de sa génération, l'un de ceux qui n'a cessé de nous impressionner, ces dix dernières années, par sa virtuosité graphique, l'étendue de son registre, l'oscillation constante de son inspiration entre humour et poésie. »
Souvent qualifié de virtuose, Blutch cite comme influences les dessinateurs Hergé, Ungerer, Moebius, Jijé, René Pellos ou Saul Steinberg. Se sentant souvent à l'étroit dans l'exercice de la bande dessinée, il s'inspire également de la peinture, du cinéma ou de la danse, citant également les peintres Degas, Balthus ou Félix Vallotton.
Grand amateur de jazz — une passion qu'il a mise en scène dans Total Jazz —, Blutch fait régulièrement le parallèle entre sa pratique et ce genre musical, notamment dans son rapport à l'improvisation. On peut voir également un parallèle entre le travail des jazzmen sur les standards — des morceaux connus de tout le monde, qui sont réinventés par chaque musicien — et le travail de Blutch de reprise de planches existantes, comme dans Le Cavalier blanc no2, où il redessine une vingtaine de fois la couverture d'un album de Lucky Luke, ou Variations. Il cite également Pablo Picasso comme référence pour ce travail de reprise.

## Prix
- 2000 : Alph-Art humour au festival d'Angoulême pour Blotch.
- 2000 : prix Jacques-Lob.
- 2002 : prix Töpffer international pour Vitesse Moderne[4].
- 2009 : grand prix de la ville d'Angoulême[5].
- 2009 : « Essentiel » d'Angoulême pour Le Petit Christian tome 2.
- 2017 : prix Wolinksi de la BD du Point pour Variations[12].
- 2019 : Clés de la ville de Strasbourg.
- 2023 : Prix du Récit Dessiné pour La Mer à boire, décerné par la SCAM[13]

## Publications
Blutch a beaucoup publié, autant dans des périodiques (Fluide glacial) que des albums.

### Bande dessinée

#### Dans des périodiques
- 16 récits courts dans Fluide glacial, AUDIE, 1988.
- Pecos Jim, dans Fluide Glacial, AUDIE, 1988-1990.
- Illustrations dans Fluide Glacial, AUDIE, 1990-2007.
- Johnny Staccato, dans Fluide Glacial, AUDIE, 1991.
- Mademoiselle Sunnymoon, dans Fluide Glacial, AUDIE, 1992-1993.
- Sept récits courts dans Lapin, L'Association, 1994-1998.
- Illustrations dans (À suivre), Casterman, 1994-1996.
- Trois récits courts dans (À suivre), Casterman, 1995-1997.
- Péplum, dans (À suivre), Casterman, 1996.
- Rancho Bravo (dessin), avec Jean-Louis Capron (scénario), dans Fluide Glacial, AUDIE, 1997-1998.
- Blotch, dans Fluide Glacial, AUDIE, 1998-2000.
- « Le blanc–bec », dans Spirou, n°3345, Dupuis, 2002.
- « Abécédaire », dans Patate douce, n°3, Le Potager moderne, 2003.
- Trois récits courts, dans Ferraille illustré, Les Requins Marteaux, 2005-2006.

#### Recueils et albums de bande dessinée
- Waldo's Bar[15], AUDIE, coll. « Fluide Glacial », 1993
- Mademoiselle Sunnymoon, AUDIE, coll. « Fluide Glacial », 1993
- Sunnymoon tu es malade, L'Association, coll. « Éperluette », 1994
- Lettre Américaine, Cornélius, coll. « Jean-Jacques », 1995. S'apparente au carnet de voyage
- Mitchum, Cornélius, coll. « Paul », 1996-1999[16]. Réédition en un volume augmenté d'inédit, Cornélius, coll. « Pierre », 2005
- Le Petit Christian, L'Association, coll. « Ciboulette » :

1. Tome 1, 1998
2. Tome 2, 2008 - Essentiel de la Sélection officielle du Festival d'Angoulême 2009

- Péplum, Cornélius, coll. « Solange », 1998
- Rancho Bravo, avec Jean-Louis Capron (coscénario), AUDIE, coll. « Fluide Glacial », 1998
- Blotch, AUDIE, coll. « Fluide Glacial » (réédité en Intégrale, 2009) :

1. Le Roi de Paris, 1999[17]
2. Blotch face à son destin, 2000[18]

- Piccoli, éd. Brüsel, 1999
- Vitesse moderne, Dupuis, coll. « Aire libre », 2002
- Mish Mash, Cornélius, coll. « Solange », 2002
- Donjon Monster, t.9 : Mon fils le tueur (dessin), avec Lewis Trondheim, Joann Sfar (scénario) et Walter (couleurs), Delcourt, coll. « Humour de rire », 2003.
- Total Jazz, histoires musicales, Le Seuil, 2004
- C'était le bonheur, Futuropolis, 2005
- La Volupté, Futuropolis, 2006
- La Présidente - Lille 1994, avec Jean-Christophe Menu, L'Association, réédition enrichie de l'enquête dessinée parue en 1996
- Pour en finir avec le cinéma, Dargaud, 2011
- Lune L'Envers, Dargaud, 2014 - Sélection Prix Mauvais genres 2015[19]
- Variations, Dargaud, 2017  (ISBN 978-220506359-2)
- Cahiers Tif et Tondu 1, premier chapitre de l'aventure Mais où est Kiki ?, scénario de Robber, Dupuis, mai 2018  (ISBN 979-103473130-5)
- Cahiers Tif et Tondu 2, deuxième chapitre de l'aventure Mais où est Kiki ?, scénario de Robber, Dupuis, octobre 2018  (ISBN 979-103473131-2)
- Cahiers Tif et Tondu 3, troisième chapitre de l'aventure Mais où est Kiki ?, scénario de Robber, Dupuis, juin 2019  (ISBN 979-103473132-9)
- Les Cahiers Aire libre, t.5 : Pendant ce temps à Fécamp, avec Catel et Bastien Vivès, Dupuis, Aire libre, novembre 2020  (ISBN 9791034753581)
- La mer à boire, Éditions 2024, novembre 2022  (ISBN 9782383870340)
- Les indomptés, un hommage à Lucky Luke d'après Morris. éditions Lucky comics, décembre 2023

### Albums de dessins ou illustrations
- Notes pour Péplum, Cornélius, coll. « Raoul », 1998
- Le Pacha (illustrations), avec Fabio Viscogliosi (texte), Le Seuil, 1999
- Le Cavalier blanc no2, Alain Beaulet éditeur, 2000
- La Beauté, Futuropolis, 2008
- Vue sur le lac, Dargaud, 2015
- Un autre paysage, Dargaud, 2019  (ISBN 9782205079586)
- Reprise. Dialogue de dessins, avec Anne-Margot Ramstein, Éditions 2024, 2019  (ISBN 9782901000099)

### Collectifs
- Une page de Raaan, L'Association, cadeau-adhérents, 1994.
- « La Présidente » (dessin), avec Jean-Christophe Menu (scénario), Autrement, coll. « Histoires graphiques », 1996.
- Un strip dans Hommage à Monsieur Pinpon, L'Association, cadeau-adhérent, 1997.
- Une page dans Le Canard de L'angoisse, AUDIE, coll. « Fluide Glacial », 2001.
- Deux pages dans L'important c'est de participer, Cornélius, coll. « Raoul », 2005.
- Un récit dans Tooloose, Casterman, 2007.
- Une illustration dans Tous coupables !, Éditions du Faciès - Les Cochons Enragés, 2007.
- « 31 août 1997 - La mélancolie des souverains d'Europe », dans Le jour où… (1987-2007, France Info 20 ans d'actualité), Futuropolis, 2007
- Participation à Cornélius, ou l'art de la mouscaille et du pinaillage, Cornélius, 2007.
- « Le triomphe de la révolution », dans Pilote, le journal qui s'amuse à lancer un pavé - Spécial Mai 68, Dargaud, 2008
- « La belle coccinelle », quatre pages en hommage à la Rubrique-à-brac de Gotlib dans Rubrique Abracadabra, Dargaud, 2008
- Participation à Comicscope de David Rault, L'Apocalypse, 2013
- Nicole et Franky[précision nécessaire], les sept premières planches du troisième album avorté de Blotch, éditions Cornelius, 2015

## Filmographie
- Peur(s) du noir, 2008. Scénario et dessin d'un court-métrage de ce film d'animation réalisé par six dessinateurs.
- Blutch, la ligne sombre, écrit et réalisé par Yann Robin et Pascal Bordenave, 2008. Portrait-documentaire de l'auteur, au moment où il dessine La Beauté, et alors qu'il termine la réalisation d'un court-métrage pour Peur(s) du noir.

### En tant qu'acteur
- 2009 : Villemolle 81 (moyen métrage) de Winshluss – Le journaliste
- 2010 : Mammuth de Benoît Delépine et Gustave Kervern – l'agent de la caisse de retraite
- 2014 : La Chambre bleue de Mathieu Amalric – le psychologue
- 2015 : Comme un avion de Bruno Podalydès – Bastien
- 2016 : Saint Amour de Benoît Delépine et Gustave Kervern - Le gars stand Alsace
- 2018 : Bécassine ! de Bruno Podalydès - Le père de Bécassine

## Expositions
- 11 novembre 2023-11 février 2024 : « Blutch - Demain ! », Cartoonmuseum Basel[20]

### Documentation
- Blutch (int. par Philippe Morin et Thomas Berthelot), « Blutch », PLG, no 35,‎ 1999, p. 43–54.
- Alain Boillet, « Blutch chez Resnais : Aimer, boire et... dessiner ! », Bédéphile, no 1,‎ septembre 2015, p. 20-30 (ISBN 9782882503947).
- Thierry Groensteen, « Blutch en court et en long », 9e Art, CNBDI, no 8,‎ janvier 2003, p. 133.
- Cécile Maveyraud, « Le Grand Blutch », Télérama, no 2756,‎ 9 novembre 2002, p. 64-66.
- Raphaël Oesterlé, « La Cinéphilie selon Blutch : Usage de la référence comme support fantasmatique », Bédéphile, no 1,‎ septembre 2015, p. 12-19 (ISBN 9782882503947).
- Vincent Bernière, « Lune l'envers, par Blutch », dans Les 100 plus belles planches de la bande dessinée, Beaux-Arts éditions, novembre 2016 (ISBN 9791020403100), p. 124-125.
- Blutch (interviewé) et Anne-Claire Norot, « Voler le plus librement possible », Les Inrockuptibles 2 : les 50 meilleures BD franco-belges,‎ janvier 2019, p. 17-18.
- Antoine Guillot, « Blutch », Beaux-Arts Magazine, hors-série : Qu'est-ce que la BD aujourd'hui ?,‎ 2002, p. 54-57 (ISSN 0757-2271).
- Erwun Dejasse, « Le Petit Christian 2, Blutch », Neuvième Art, no 15,‎ janvier 2009, p. 202-203.
- Marie Barbier et Blutch, Pétrone-Blutch : une rencontre, Paris, Marie Barbier Editions, 4 janvier 2019, 128 p. (ISBN 978-2-9561193-2-6).
- Frédéric Potet, « Illustrateur, affichiste, peintre... le dessinateur Blutch coche toutes les cases », lemonde.fr,‎ 27 mars 2019 (lire en ligne).